# Марюс
Марюс (лит. Marius) — радянський художній фільм 1990 року, знятий режисерами Йонасом Пакулісом, Алюсом Янчорасом, Марионасом Гедрисом.

## Сюжет
Литва, перша половина XVIII століття. Молодого героя — байстрюка, відкинутого своїм родом і вимушеного самостійно пробивати дорогу в житті — чекають захоплюючі пригоди…

## У ролях
- Гедімінас Сторпірштіс — Марюс
- Томас Урбшас — Марюс (в дитинстві)
- Любомирас Лауцявічюс — Миколас Аугустас Гедрайтіс, шляхтич
- Вітаутас Паукште — Дабульскіс, дворянин
- Сакалас Уждавініс — Бенвенутас, художник
- Зане Янчевська — Марія Алмена, мати Марюса
- Вікторас Шінкарюкас — капітан Роберто Пегріні, дядько Бенвенутаса
- Гедімінас Пранцкунас — господар корчми

## Знімальна група
- Сценаріст : Вітаутас Жалакявічус
- Режисер : Йонас Пакуліс, Алюс Янчорас, Маріонас Гедріс
- Оператор : Алоїзас Янчорас
- Композитори : Гедрюс-Антанас Купрявичюс, Юозас Ширвинскас
- Художники : Юрій Григорович, Альгімантас Шюгжда